# Çavdarlı, Niğde
Çavdarlı là một xã thuộc huyện Niğde, tỉnh Niğde, Thổ Nhĩ Kỳ. Dân số thời điểm năm 2011 là 1245 người.